# 葉常春
葉常春為大清武官。葉常春於1850年（道光30年）奉旨接替陳顯生，於臺灣道擔任台灣水師協副將。而隸屬台灣鎮之下的此官職是台灣清治時期的這階段，全台灣的海防軍事層級最高武將，其統帥三標水營，數千名水師兵勇。
| 前任： 陳顯生 | 台灣水師協副將 1850年上任 | 繼任： 郭揚聲 |